# RIPE NCC
RIPE NCC مخفف "مرکز هماهنگی شبکه‌های پیشرفته ریپا" است. این سازمان یکی از پنج مرکز توزیع آدرس‌های IP در جهان است و مسئول تخصیص و مدیریت آدرس‌های IP و شماره‌های ثبت شده در منطقه EMEA (اروپا، خاورمیانه و آفریقا) می‌باشد.
RIPE NCC به عنوان یک سازمان غیرانتفاعی با هدف ارائه خدمات شبکه و امنیت اینترنت تاسیس شده است. این سازمان برای ارائه خدمات خود به بیش از ۲۴ هزار عضو در اروپا، خاورمیانه و آفریقا اعتماد دارد. این خدمات شامل ثبت دامنه، تخصیص آدرس IP، تحلیل امنیتی، آموزش و پشتیبانی فنی است.
از دیگر خدمات RIPE NCC می‌توان به ارائه ابزارهایی برای مانیتورینگ شبکه‌های اینترنتی، ترویج استفاده از پروتکل IPv6 برای جایگزینی IPv4 قدیمی‌تر و ارائه خدمات DNSSEC برای تضمین امنیت سیستم نام دامنه اشاره کرد. RIPE NCC همچنین با سایر سازمان‌های مرتبط در سراسر جهان همکاری می‌کند تا امنیت و پایداری اینترنت را تضمین کند.
RIPE NCC یکی از پنج مرکز توزیع آدرس‌های IP در جهان است که به طور اختصاصی برای منطقه EMEA مسئولیت تخصیص و مدیریت آدرس‌های IP و شماره‌های ثبت شده را دارد. این سازمان با همکاری با بیش از ۳۰۰ عضو در بیش از ۷۰ کشور، به مدیریت شبکه‌های اینترنتی و ارائه خدمات به کاربران در این منطقه می‌پردازد.
هدف RIPE NCC ارائه خدماتی با کیفیت بالا و پشتیبانی فنی قوی به کاربران است. این سازمان از طریق ارائه آموزش‌های فنی و توسعه ابزارهای مختلف، تلاش می‌کند تا بهبود امنیت، پایداری و عملکرد شبکه‌های اینترنتی را تضمین کند.
علاوه بر تخصیص آدرس‌های IP و شماره‌های ثبت شده، RIPE NCC همچنین به عنوان یک مرجع اصلی در زمینه توسعه و استانداردسازی پروتکل‌های اینترنتی فعالیت می‌کند. همچنین، این سازمان برای پشتیبانی از توسعه پایدار اینترنت، با دیگر سازمان‌های مرتبط در سراسر جهان همکاری می‌کند.

RIPE NCC همچنین از طریق وب‌سایت خود، ابزارهایی را برای مانیتورینگ شبکه‌های اینترنتی، تحلیل امنیتی، تست پورت و دسترسی به اطلاعات آماری و تحلیلی در اختیار کاربران خود قرار می‌دهد. همچنین، این سازمان برای ترویج استفاده از پروتکل IPv6 برای جایگزینی IPv4 قدیمی‌تر، برنامه‌ها و آموزش‌های مختلفی را ارائه می‌کند.